# 5291 Yuuko
5291 Yuuko este un asteroid din centura principală de asteroizi.

## Descriere
5291 Yuuko este un asteroid din centura principală de asteroizi. A fost descoperit pe 20 decembrie 1990 la Kushiro de Masanori Matsuyama și Kazuro Watanabe. Asteroidul prezintă o orbită caracterizată de o semiaxă mare de 2,42 ua, o excentricitate de 0,16 și o înclinație de 2,0° în raport cu ecliptica.